# Paluani
Paluani ist ein italienischer Süßbackwarenproduzent, der hauptsächlich Kuchensorten herstellt. Er ist der viertgrößte Hersteller von Panettone in Italien. Bekannt ist das Unternehmen auch als langjähriger Sponsor von Chievo Verona.

## Geschichte
Paluani wurde 1921 von einem Konditor in Verona gegründet und war anfangs auf die Herstellung von Pandoro und Pudding spezialisiert. In den 1930er Jahren begann Paluani dann auch mit der Herstellung von Panettone, einer italienischen Kuchenspezialität. Außerdem wurde das Unternehmen Pastry Cometti, bis dato der einzige Erzeuger von Panettone in Verona, aufgekauft.
Nach dem Zweiten Weltkrieg hatte das Unternehmen mit schwerwiegenden finanziellen Problemen zu kämpfen, bis es durch Luigi Campedelli übernommen wurde. Unter Campedelli schrieb Paluani bald wieder schwarze Zahlen und entwickelte sich immer mehr zu einem Großunternehmen. 1968 war Paluani bereits einer der größten Süßbackwarenhersteller in Italien.
1976 wurde die Produktion in eine neue Fabrik in Dossobuono verlagert, der Hauptsitz befindet sich ebenfalls dort. 1992 verstarb Luigi Campedelli, sein Sohn Luca, damals noch 23 Jahre alt, übernahm das Unternehmen und ist bis heute Präsident und Mehrheitsaktionär.

## Sponsor von Chievo Verona
Seit 1981 ist Paluani, mit Unterbrechung von 2006 bis 2008 und der Saison 2012/13, Hauptsponsor von Chievo Verona. Im Zeitraum von 1981 bis 1986 hieß der Verein sogar Paluani Chievo. Das Unternehmen ist eng mit dem Verein verbunden. Luca Campedelli, Präsident von Paluani, ist auch Präsident von Chievo Verona.